# Weiden-Erdfloh

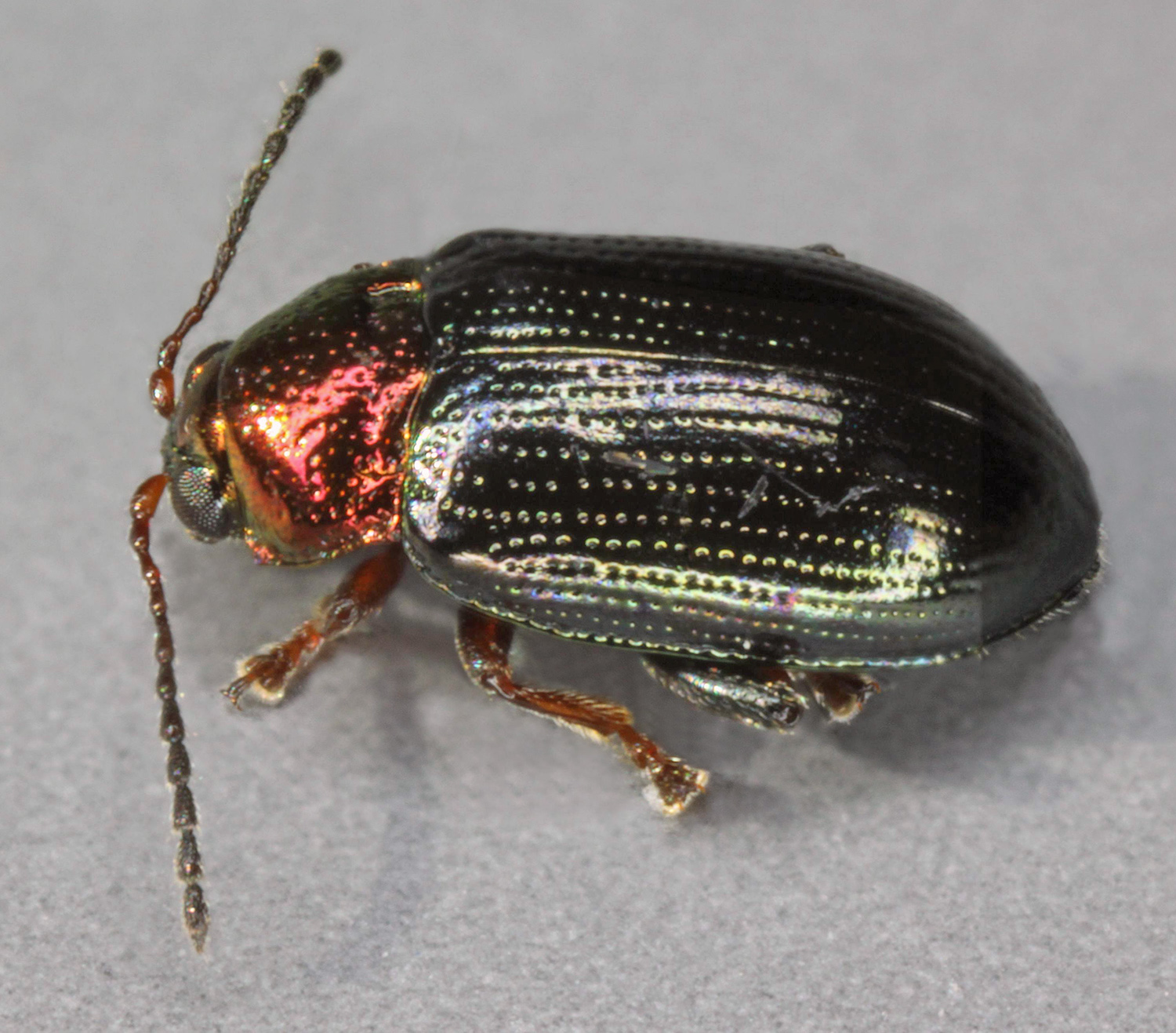

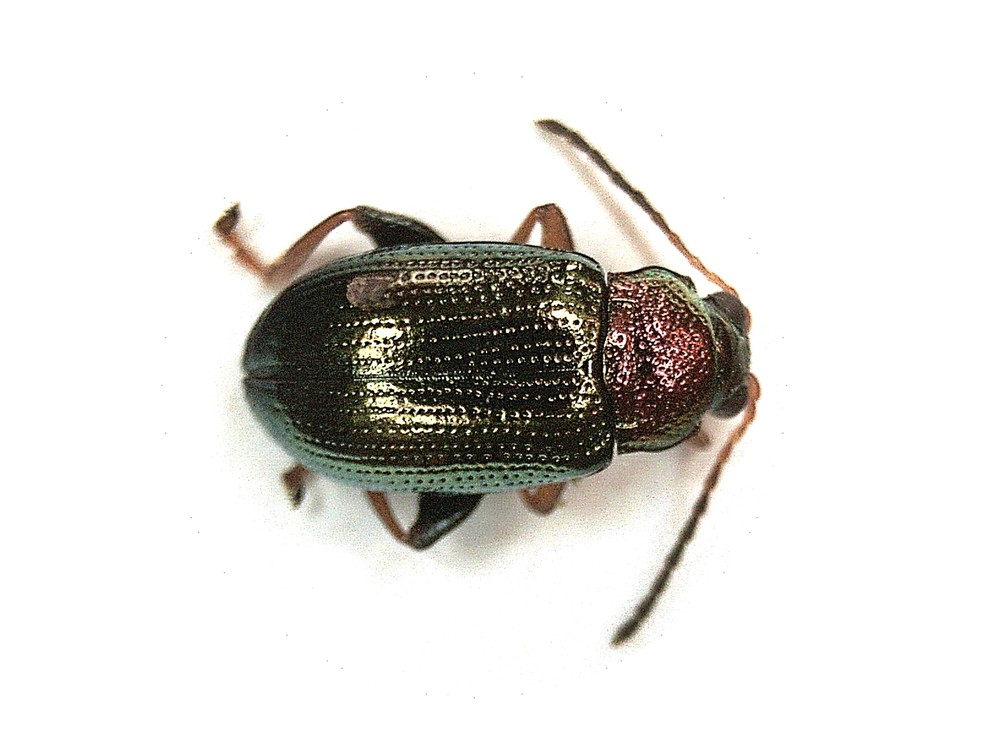

Der Weiden-Erdfloh (Crepidodera aurata) ist ein Flohkäfer aus der Familie der Blattkäfer (Chrysomelidae). Das lateinische Art-Epitheton aurata bedeutet „goldgeschmückt“ oder „vergoldet“.

## Merkmale
Die 2,5–3,5 mm großen Käfer besitzen eine länglich-ovale Gestalt. Die Flügeldecken schimmern grün- bis bläulich-golden, der Halsschild rötlich-golden. Die Flügeldecken weisen deutliche Punktreihen auf. Die Beine sind mit Ausnahme der schwarzen verdickten hinteren Femora rötlich gefärbt. Die basalen Fühlerglieder sind gelbbraun oder rötlich gefärbt, ansonsten sind die Fühlerglieder verdunkelt.

## Verbreitung
Die Käferart ist in Europa weit verbreitet. Ihr Vorkommen reicht von Fennoskandinavien und den Britischen Inseln im Norden bis in den Mittelmeerraum und nach Nordafrika im Süden. Nach Osten hin erstreckt sich das Verbreitungsgebiet bis nach Vorder- und Zentralasien.

## Lebensweise
Die Käfer fliegen von April bis Oktober. Am häufigsten beobachtet man sie im Mai. Die Wirtspflanzen der Käferart bilden hauptsächlich Weiden (Salix), seltener Pappeln (Populus). Die Käfer fressen an deren Blättern und verursachen kleinere rundliche Fraßlöcher. Die Eiablage findet im Sommer statt. Die Larven entwickeln sich an den Wurzeln ihrer Wirtspflanzen. Die Käfer der neuen Generation erscheinen im Herbst und überwintern in der Bodenstreu oder unter Borke.

## Taxonomie
Aus der Literatur sind folgende Synonyme bekannt:
- Chrysomela aurata Marsham, 1802
- Chalcoides aureola Foudras, 1860
- Haltica pulchella Stephens, 1834
- Haltica versicolor Kutschera, 1860